# Saint-Landry
Saint-Landry var en kyrkobyggnad i Paris, helgad åt den helige biskopen Landericus (Landry). Kyrkan var belägen vid Rue Saint-Landry och Rue du Chevet-Saint-Landry på Île de la Cité i fjärde arrondissementet.

## Historia
Den första kristna helgedomen på denna plats var ett kapell helgat åt Nikolaus, vilket uppfördes på 700-talet. På 800-talet fördes den helige Landericus reliker till denna helgedom, vilken då konsekrerades åt denne. På 1100-talet byggdes kapellet till och blev kyrkobyggnad. En ombyggnad ägde rum på 1400-talet.
Kort före franska revolutionen omfattade församlingen Saint-Landry följande gator: Rue de Glatigny (delvis), Rue Basse-des-Ursins, Rue Moyenne-des-Ursins, Rue Haute-des-Ursins, större delen av Rue Saint-Landry, Rue du Chevet-Saint-Landry, Rue de la Colombe och Rue d'Enfer fram till Port Saint-Landry.
År 1715 begravdes den franske skulptören François Girardon (1628–1715) på kyrkogården vid Saint-Landry – Cimetière Saint-Landry.
Saint-Landry stängdes år 1791; året därpå såldes den som bien national (riksegendom) och nyttjades för en tid som färgarverkstad. 
Kyrkan Saint-Landry revs år 1829; samtidigt togs dess kyrkogård bort.

## Bilder
| - Saint-Landry, här benämnd S⋅LAИDRI, på Truschets och Hoyaus karta över Paris från år 1552. - Den helige Landericus. Staty på fasaden till kyrkan Saint-Germain-l'Auxerrois. |

### Webbkällor
- ”Saint Landry”. Histoires de Paris. 1 januari 2017. https://www.histoires-de-paris.fr/saint-landry/. Läst 13 april 2022.